# Fojó
Fojó (Fuxóu en asturiano y oficialmente) es una entidad singular de población, con la categoría histórica de lugar, perteneciente al concejo de Yernes y Tameza, en el Principado de Asturias (España). Se enmarca dentro de la parroquia de Villabre. Alberga una población de 23 habitantes (INE 2009).
Se encuentra a una altitud de 640 m s. n. m. y a una distancia de 1 km de Villabre, capital del concejo.